# Das Traumschiff: Bali (2012)
Das Traumschiff: Bali ist ein deutscher Fernsehfilm von Thomas Hezel und Karola Meeder, der am 1. Januar 2012 im ZDF seine Erstausstrahlung hatte. Es ist die 67. Folge der Fernsehreihe Das Traumschiff.

## Handlung
Die Deutschland legt gen Bali ab. An Bord befinden sich verschiedene Passagiere: Der anspruchsvolle Fabrikbesitzer Justus Bienatzky reist nach Bali, um seinen Enkel Jasper kennenzulernen und nach zwölf Jahren auch seine mit ihm zerstrittene Tochter Nicola wiederzusehen. Susanne Thielen ist mit ihrem neuen Freund Dr. Peter Schmitz an Bord gegangen, um während der Fahrt ihren 60. Geburtstag zu begehen. Auch ihr Ex-Mann Bernd ist an Bord und wollte seine noch mit ihm verheiratete Frau überraschen. Für Tochter Inka, die an Bord arbeitet und früher Schülerin von Peter war, ist die Situation nicht leicht. Ebenfalls nicht leicht hat es Kapitän Paulsen, der im neu angeheuerten Schiffsmann Sven Blankenhagen seinen unehelichen Sohn wiedererkennt und nicht weiß, wie er es ihm sagen soll.
Bei der Ankunft auf Bali haben die Passagiere zwei Tage Landgang. Justus sieht seinen Enkel und erfährt von ihm, dass Nicola nichts von seiner Ankunft weiß. Jasper hatte Justus heimlich einen Brief geschrieben, woraufhin der nach Bali kam. Das Zusammentreffen von Vater und Tochter verläuft gespannt, die stolze Nicola befindet sich zwar in einer finanziell schlechten Lage, will jedoch von ihrem Vater keine Hilfe annehmen. Justus bricht zusammen und wird aufs Schiff gebracht. Erst Chefhostess Beatrice kann Nicola dazu überreden, mit ihrem Vater zurück nach Deutschland zu kommen, und an Bord kommt es zur feierlichen Entschuldigung durch Justus und die Versöhnung.
Bernd, Susanne, Peter und Inka begeben sich gemeinsam an Land und Bernd schaltet Peter beim Essen aus, indem er ihm Selleriesalz auf das Essen streut und der gegen Sellerie allergische Peter ins Krankenhaus eingeliefert werden muss. Bernd und Susanne verbringen den Geburtstag Susannes nun gemeinsam. Zurück an Bord muss Peter zunächst denken, dass Inka ihm das Salz auf das Essen getan hat, doch erfährt Susanne, dass es Bernd war. Sie reagiert wütend. Bernd entschuldigt sich bei Peter und Susanne erkennt schließlich, wie sehr Bernd sie noch liebt. Auch sie empfindet noch etwas für Bernd, sodass sie sich am Ende gegen Peter und für Bernd entscheidet.
Sven erfährt durch einen Brief, den ihm seine kürzlich verstorbene Mutter hinterlassen hat, dass tatsächlich Kapitän Paulsen sein Vater ist. Svens Frau und das gemeinsame Baby sind auf Bali an Bord gekommen und am Ende wird dessen Taufe gefeiert – mit Kapitän Paulsen nicht nur als stolzem Großvater, sondern auch als Taufpate.

## Produktion
Das Traumschiff: Bali wurde ab Februar 2011 zunächst auf der Deutschland gedreht. Ursprünglich war geplant, den Film Das Traumschiff: Vietnam zu nennen und in der Kirschblütenzeit in Tokio und Kyoto anzusiedeln. Während der Dreharbeiten ereignete sich am 11. März 2011 das Tōhoku-Erdbeben und die folgende Nuklearkatastrophe von Fukushima. Daraufhin wurden das Drehbuch umgeschrieben und die Außendrehs nach Bali verlagert. Bereits abgedrehte Dialoge auf dem Schiff, die sich auf Japan beziehen, mussten nachsynchronisiert werden.

## Einschaltquoten
Bei der Erstausstrahlung am 1. Januar 2012 wurde Das Traumschiff in Deutschland von 8,24 Millionen Zuschauern gesehen, was für das ZDF einen Marktanteil von 21,8 Prozent einbrachte.